# 악어밥
악어밥은 삼양식품에서 판매하는 제품이다. 2019년 9월 19일에 최초로 출시된 과자이다.

## 특징
악어밥은 삼양식품에서 최초로 출시한 과자이며 악어의 그림이 과자의 겉면에 그려져 있다. 과자는 악어의 형상을 가지고 있으며 BBQ의 맛을 그대로 과자에 재현한만큼 과자의 맛은 담백한 치킨의 맛이 짭잘하고 고소하게 물씬 담겨져 있다. 2019년 9월 19일에 삼양식품사에서 최초로 출시된 이후로 이마트24와 같은 편의점에서 1500원의 가격으로 주로 판매되고 있다. 악어밥은 삼양제품에서 10대의 연령층을 주로 공략하여 출시한 제품이다.

## 같이 보기
- 삼양식품
- 과자